# Chiesa di San Camillo de Lellis (Peio)
La chiesa di San Camillo de Lellis è una chiesa sussidiaria a Peio Fonti, località del comune di Peio, in Trentino.

## Storia
Le fonti più antiche riportano di una cappella costruita nel 1771 a seguito dello sviluppo nell’utilizzo delle acque terapeutiche della località. Nel 1850 viene costruito l’edificio attuale su disegno del capomastro Pietro Piazzani, mentre nel 1867 si effettuano interventi di rimaneggiamento. Nel 1938 la proprietà della chiesa passa dal comune alla parrochia di Peio. Altri interventi strutturali avvengono nel corso del XX secolo: nel 1955 viene costruito il portico esterno, e nel 1966, su progetto dell’architetto Luciano Fasolo, il campanile. Il costo di realizzazione venne interamente coperto dalle offerte dei villeggianti nella nota località turistica, come ricorda una targa affissa sul campanile stesso.

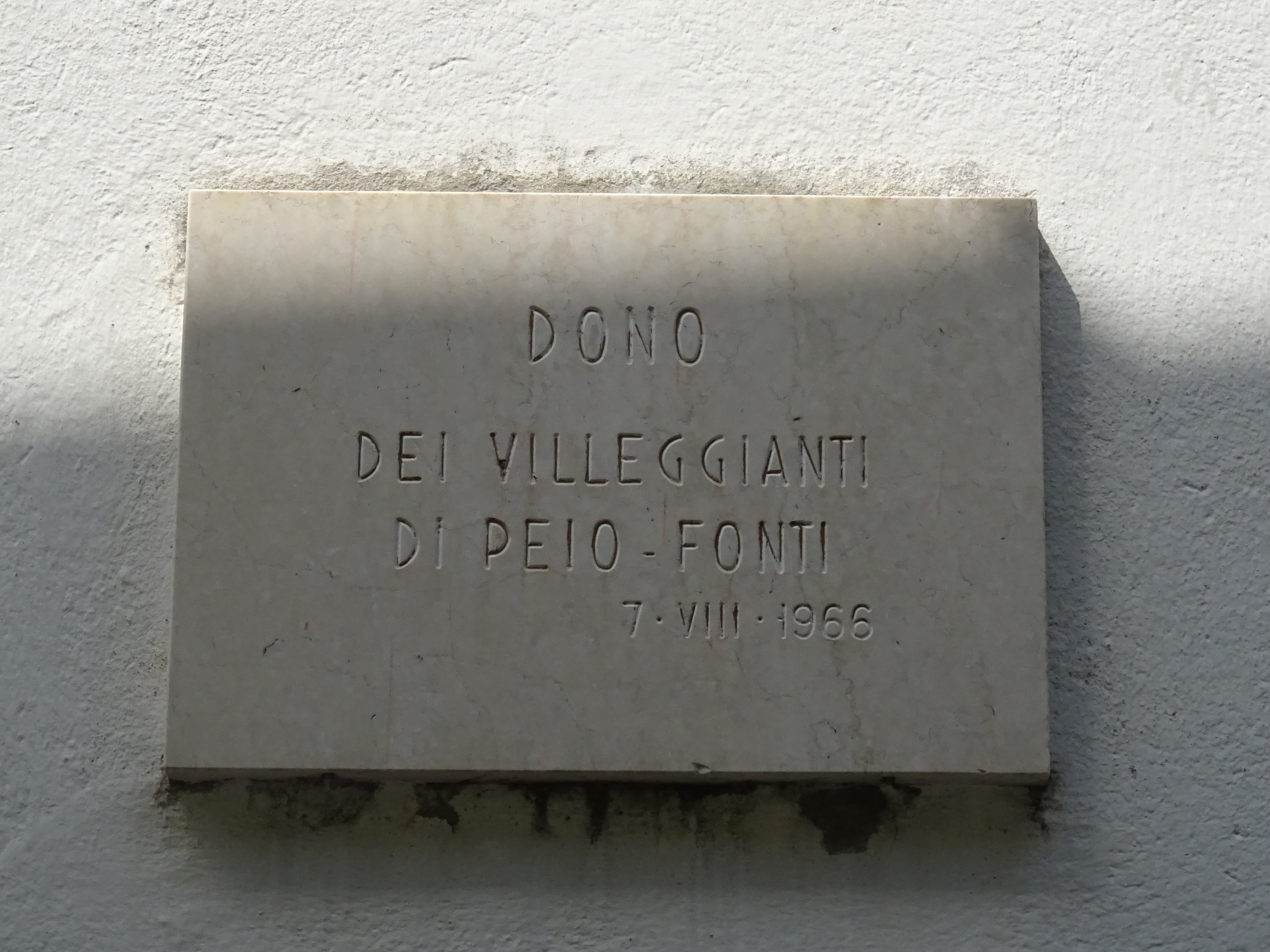
La targa

## Descrizione
La chiesa sorge ai limiti dell'abitato, in posizione isolata su un leggero colle, ed orientata a ovest. La facciata a due spioventi è preceduta da un portico impostato su tre arcate a tutto sesto. All'interno, la navata è suddivisa in due campate e il presbiterio, rialzato su due gradini, termina in un'abside poligonale ed ospita un solo altare, dedicato al santo titolare. La decorazione del presbiterio risale al 1935 ed è opera del pittore Teodoro Fengler. Sulla sommità della sagrestia dondola una campanella fusa nel 1922 da Francesco D’Adda, in sostituzione della vecchia asportata durante la guerra.